# Max Bergmann (Mediziner)
Max Bergmann (geboren 30. März 1874 in Hausberge; ermordet im Oktober 1944 oder später im Konzentrationslager Auschwitz) war ein deutscher Arzt, Leiter des Jüdischen Krankenhauses in Hannover und Opfer des Holocaust.

## Leben
Geboren in der Gründerzeit des Deutschen Kaiserreichs nahe der Stadt Porta Westfalica, studierte Max Bergmann in Marburg Medizin an der dortigen Philipps-Universität, wo er zum Dr. med. promovierte.

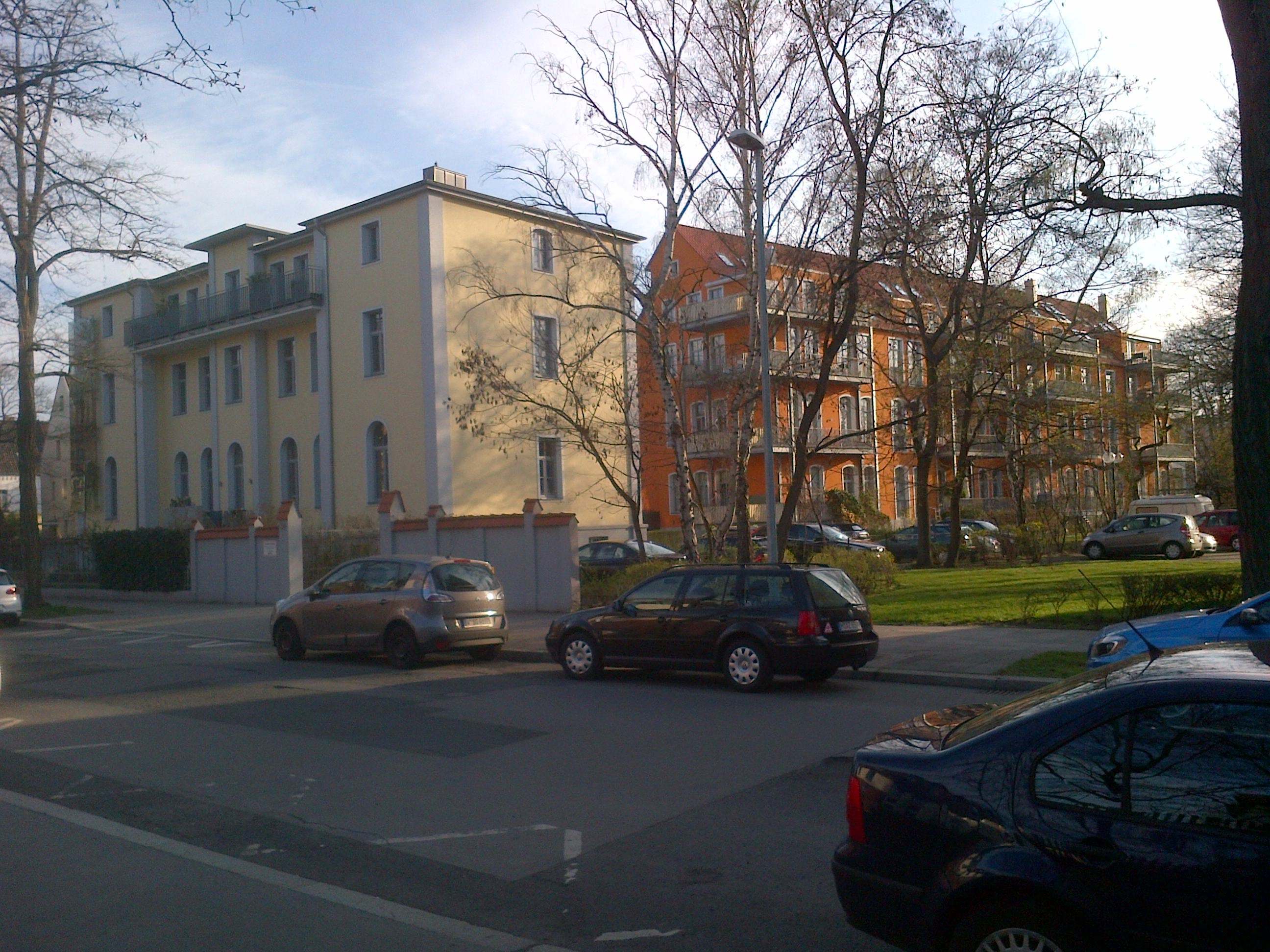
Blick auf das ehemalige Jüdische Krankenhaus und spätere „Judenhaus“ in der Ellernstraße im hannoverschen Stadtteil Zoo

Nachdem Bergmann zunächst als Arzt in Wolfhagen tätig gewesen war, ging er nach Hannover, wo er ab 1905 als „[...] Arzt, Wundarzt und Geburtshelfer“ wirkte, auch die Leitung des Jüdischen Krankenhauses übernahm.
Nachdem nach der Machtergreifung durch die Nationalsozialisten jüdischen Ärzten und Ärztinnen zunehmend die berufliche Existenzgrundlage entzogen wurde, nach der sogenannten „Reichskristallnacht“ und nach dem Beginn des Zweiten Weltkrieges wurde das Jüdische Krankenhaus in der Ellernstraße zu einem der sogenannten hannoverschen „Judenhäuser“ umfunktioniert, von denen Menschen jüdischen Glaubens oder jüdischer Vorfahren zusammengepfercht wurden, um sie dann in die vorbereiteten Vernichtungslager der Nazis zu deportieren.
Max Bergmann wurde am 23. Juli 1942 in das KZ Theresienstadt deportiert. Ende Oktober 1944 wurde er nach Auschwitz verschleppt und dort ermordet.

## Ehrungen
- 2003 ehrte die Landeshauptstadt Hannover den ehemaligen Arzt und Leiter des Jüdischen Krankenhauses durch die Benennung des Max-Bergmann-Weges im hannoverschen Stadtteil Wettbergen.[3]
- Für den 27. März 2025 ist vor dem Haus Podbielskistraße 49 die Verlegung von Stolpersteinen für Max Bergmann, Elisabeth Bergmann und Leopold Bergmann geplant, die vom ZeitZentrum Zivilcourage organisiert wird.[4]